# Юшков, Иван Иванович
Иван Иванович Юшков (14 января 17?? — 16 апреля 1786) — генерал-поручик, тайный советник, президент Камер-коллегии (1760-62), генерал-полицмейстер Санкт-Петербурга (1762—1764), московский гражданский губернатор (1764-73).

## Биография
Происходил из рода Юшковых, который был близок к семейству царя Иоанна Алексеевича. Сын майора Ивана Степановича Юшкова. В 1738 г. «состоял при комнатах царевен Екатерины Иоанновны и Прасковьи Иоанновны». К тому времени уже имел военный чин секунд-майора. В 1739 г. переведён в Военную коллегию экзекутором, в 1741 пожалован в подполковники.
С 1747 — вновь на гражданской службе в качестве советника Юстиц-коллегии. У С. М. Соловьёва приводится рассказ, что как-то раз присланный из Сената курьер не нашёл в коллегии ни одного советника. Тогда был направлен в присутствие сенатский капитан с наказом при появлении советников «держать их под караулом, пока дело не сделают». После проволочек появился наконец в учреждении советник Юшков, объяснивший своё отсутствие тем, что у него в доме потолок обвалился.
В 1753 г. получил назначение главным судьей Судного приказа. «Добрый и не вздоимщик и знающий по крайней мере российские законы человек, но ленивый, праздный и нетвёрдый судья», — так характеризовал Юшкова князь М. М. Щербатов.
В 1760-62 гг. управлял Камер-коллегией, затем несколько месяцев исполнял обязанности московского гражданского губернатора. Пётр III назначил Юшкова столичным генерал-полицмейстером, подчинив его барону Корфу. В 1764 г. переведён на должность московского гражданского губернатора, которую и исполнял до выхода в отставку 9 лет спустя.
Во время Чумного бунта вместе с другими московскими руководителями в числе первых покинул заражённый город. В 1768 г. во время полицейской облавы был застигнут за запрещённой игрой в карты.

## Юшковское состояние

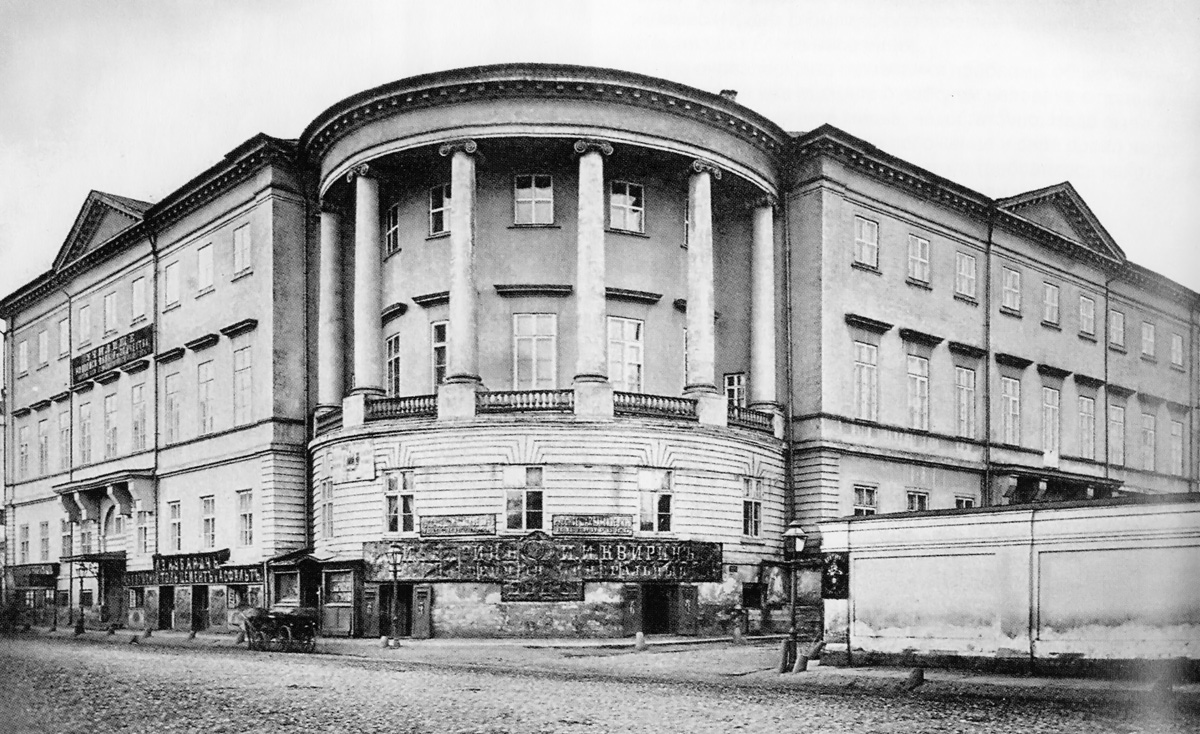
Дом Юшкова на Мясницкой

Женившись на одной из наследниц рода Головиных, Юшков приобрёл несколько домовладений в Москве, которые дали название трём Юшковым переулкам, из которых один теперь называется Бобровым, а другой — Никольским. На плане 1757 г. хоромы Юшкова в Китай-городе имеют пометку о том, что на дворе стоят «богато убранные заморские и российские кареты, берлины и коляски с конскими уборы».
Незадолго до смерти начал строить четырёхэтажный дом-дворец на Мясницкой, где позднее помещалось Московское училище живописи, ваяния и зодчества. Автором проекта традиционно называют Василия Баженова.
Помимо двух городских усадеб, Юшков оставил после себя «обширное полузагородное имение на Девичьем поле, более 10 тысяч крепостных и несметное количество серебра, ювелирных изделий, тканей и прочего; одной серебряной посуды у него было 40 пудов».

## Семья
Женат на Настасье Петровне, дочери флота капитана Петра Ивановича Головина, «женщине почтенной, но безграмотной, что не мешало ей с большим порядком управлять огромным имением». Их сын Пётр Иванович Юшков, тайный советник, забавлял первопрестольную балами и фейерверками, завёл у себя дома крепостные хор и оркестр, который удостоился похвалы Глинки. Такой образ жизни довёл Юшкова-младшего до совершенного разорения.